# Liocapsus
Liocapsus is een geslacht van wantsen uit de familie van de Miridae (Blindwantsen). Het geslacht werd voor het eerst wetenschappelijk beschreven door Bertil Robert Poppius in 1915.

## Soorten
Het genus bevat de volgende soorten:

- Liocapsus brevirostris Poppius, 1915
- Liocapsus gotohi Yasunaga & Schwartz, 2007
- Liocapsus inexpectata (L.Y. Zheng & G.Q. Liu, 1992)
- Liocapsus langtang Yasunaga & Schwartz, 2007
- Liocapsus ochromelas Yasunaga & Schwartz, 2007